# Čertižné
Čertižné este o comună slovacă, aflată în districtul Medzilaborce din regiunea Prešov. Localitatea se află la altitudinea de 438 m deasupra n.m., se întinde pe o suprafață de 23,73 km2 și în 2017 număra 340 de locuitori.

## Istoric
Localitatea Čertižné este atestată documentar din 1431.

## Demografie
| An:                | 1994 | 2004    | 2014    | 2024    |
| ------------------ | ---- | ------- | ------- | ------- |
| Număr de persoane: | 484  | 408     | 346     | 304     |
| Diferență:         |      | −15,70% | −15,19% | −12,13% |

| An:                | 2023 | 2024 |
| ------------------ | ---- | ---- |
| Număr de persoane: | 304  | 304  |
| Diferență:         |      | +0%  |